# Romont (Fribourg)
Pour les articles homonymes, voir Romont.
Romont (Remon  en patois fribourgeois) est une localité et une commune suisse du canton de Fribourg, située dans le district de la Glâne dont elle est le chef-lieu.

## Géographie

Photo aérienne prise à 200 m par Walter Mittelholzer (1926).

Romont est située à 22 km (à vol d'oiseau) au sud-ouest de la ville de Fribourg, capitale du canton. Son altitude se situe entre 707 m (la gare) et 780 m (le château, situé sur la colline).
Selon l'Office fédéral de la statistique, la surface de Romont est de 1 089 ha. 18,10 % de cette superficie correspond à des surfaces d'habitat ou d'infrastructure, 67,2 % à des surfaces agricoles, 13,6 % à des surfaces boisées et 0,3 % à des surfaces improductives.
La commune de Romont comprend les localités de Romont, Arruffens (fusion en 1868) et Les Glânes (fusion en 1981) ainsi que les quartiers de Chavannes-sous-Romont, Le Glâney et La Maula. Elle est limitrophe de Billens-Hennens, Mézières, Siviriez, Villaz ainsi que Dompierre, Prévonloup et Valbroye dans le canton de Vaud.

## Toponymie
Romont vient du latin Rotundus Mons (génitif Rotondi Montis) et signifie « colline ronde ». Il renvoie à la colline boisée entourée de marais sur laquelle la ville est bâtie. Première attestation vers 1177.

## Histoire
Les plus anciennes traces d'activités humaines sur le territoire de la commune sont plusieurs occupations protohistoriques. S'y trouve également des vestiges datant de l'âge du bronze, une sépulture de cinq tumuli de Hallstatt à Bossens ainsi qu'un établissement romain (peut-être une villa) au Bochanat.
L'attribution de la fondation de Romont en 921 à Rodolphe II de Bourgogne est un mythe. Un acte de 1177 de l'abbaye d'Hauterive mentionne un Rotundus mons (colline boisée),.
En 1239, Anselme de Billens cède à Pierre II de Savoie, la juridiction qu'il a sur le Poyet (latin : podium), alors territoire de l'évêque de Lausanne.

### La période savoyarde (1240-1536)
Pierre de Savoie, futur comte, obtient les droits sur le château de Romont et la ville neuve de Romont entre 1240 et 1249. Il porte dès lors à certaines occasion le titre de « seigneur de Moudon et de Romont » et y installa un châtelain (1240). La note [781] correspondant à un acte de juin 1240 du Régeste genevois indique « l'acte par lequel Pierre, frère du comte de Savoie et comte de Romont, reçoit… », mais la mention est incorrecte puisque le titre n'existe pas encore. Ces droits seront confirmés le 29 mai 1244 et le comte de Savoie, son frère, Amédée IV se fait investir sur Romont par l'évêque de Lausanne. Il fortifie la ville en y construisant des remparts, des tours et le château (Grand Donjon), certainement achevé avant 1260. En 1240 il fonda un bourg neuf (burgum) à côté du bourg de château (castrum). Vraisemblablement, Pierre II de Savoie construisit également entre 1250 et 1260 un autre château (Petit Donjon) avec tour ronde. Elle mesure 38 mètres et porte le nom de tour à Boyer, son acquéreur aux enchères au XIXe siècle qui comptait en réutiliser les pierres, avant que la ville ne la lui rachète.
En 1268, l'abbaye de la Fille-Dieu est fondée par Juliette, Pernette et Cécile de Villa. La collégiale Notre-Dame de l'Assomption est érigée au XIIIe siècle, détruite en grande partie par un incendie en 1434, puis reconstruite. Elle est de style gothique rayonnant et flamboyant.
La ville est en grande partie détruite par un incendie en 1434.
Le duché de Savoie étant allié à la Bourgogne, le comte Jacques de Romont prend part à la guerre de Bourgogne (1474 à 1477) au côté de Charles le Téméraire. Après sa défaite à la bataille de Morat en 1476, la ville est brûlée par les confédérés. Romont fut restitué la même année à la Savoie à la paix de Fribourg (1476).

### La période fribourgeoise (dès 1536)
Romont rejoint le canton de Fribourg et la Suisse en 1536, durant l'invasion du pays de Vaud par les Bernois. La ville et sa région forment dès 1536 un bailliage fribourgeois jusqu'à l'invasion française de 1798. 

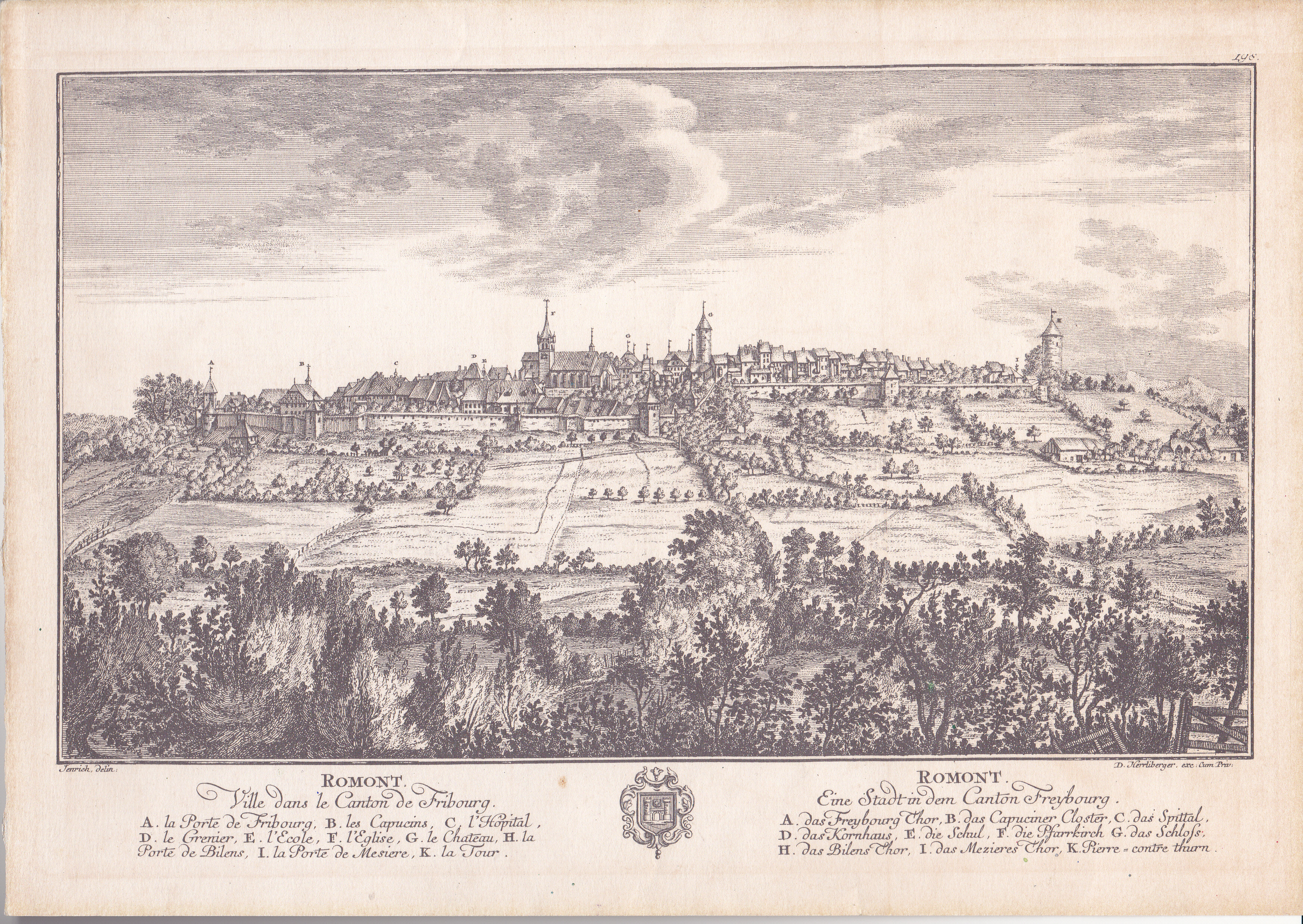
Romont par Jenrich 1754.

### De la république helvétique à la constitution fédérale (1798-1874)
La ligne de chemin de fer Lausanne-Fribourg a été mise en service le 4 septembre 1862. Le 1er juillet 1868 c'est l'ouverture de la ligne Romont-Bulle. En 1868, Romont fusionne avec la commune d'Arruffens.

### La période moderne (dès 1874)
En 1899, un projet de tram est lancé pour permettre aux marchandises et aux voyageurs de rejoindre le centre-ville sur la colline plus rapidement depuis la gare de Romont. Cependant, le projet ne sera pas réalisé.
En 1981, les Glânes fusionne avec Romont.

### Les grands incendies
L'histoire de Romont est marquée par plusieurs grands incendies : 1434 la ville est en grande partie détruite, 1476 la ville est brûlée par les confédérés après la bataille de Morat, 1589 incendie de la rue des Béguines, 1843 incendie de la rue de la boucherie et de l'hôpital des bourgeois, 1853 incendie de la Grand-rue, août 1863 incendie de la rue de l'église, décembre 1864 incendie de la rue des moines, 12 octobre 1865 incendie du hameau des chavannes.

## Démographie
Romont compte 5 593 habitants au 31 décembre 2022 pour une densité de population de 514 hab/km2. Sur la période 2010-2019, sa population a augmenté de 17,0 % (canton : 15,5 % ; Suisse : 9,4 %).  

## Transports
Romont est située sur la ligne principale CFF Genève – Lausanne – Berne – Zurich – St. Gall et Berne–Lucerne. Les trains du trafic grandes Lignes (IR) s'y arrêtent à nouveau depuis le changement d'horaire du 10 décembre 2017.
La gare de Romont est desservie par la ligne ferroviaire RER Fribourg – Romont – Bulle avec les Transports publics fribourgeois.
Lignes desservant Romont :
- InterRegio 15 : Romont – Lausanne – Genève-Aéroport (fréquence à l'heure) ;
- InterRegio 15 : Romont – Fribourg - Berne – Lucerne (fréquence à l'heure) ;
- Regio Express RE2 : Bulle – Romont – Fribourg – Berne (fréquence à l'heure) ;
- Regio Express RE3 : Bulle – Romont – Fribourg - Düdingen (fréquence à l'heure) ;
- Regio S40/S41 : Fribourg - Lausanne (fréquence à la demi-heure) ;
- Regio S40/S41 : Lausanne – Fribourg (fréquence à la demi-heure).

Différentes lignes de bus partent également de la gare de Romont.
L'accès en voiture se fait uniquement par des routes cantonales. Romont est situé à environ 15 kilomètres du réseau des autoroutes suisses :
- A12 (Vevey-Fribourg-Berne)  6 (Matran) à 17 km direction Berne ;
- A12 (Vevey-Fribourg-Berne)  3 (Vaulruz) à 12 km direction Vevey, Lausanne, Sion ;
- A1 (Genève-Lausanne-Berne-Zurich-St. Margrethen)  27 (Payerne) à 17 km direction Yverdon, Morat.

## Patrimoine

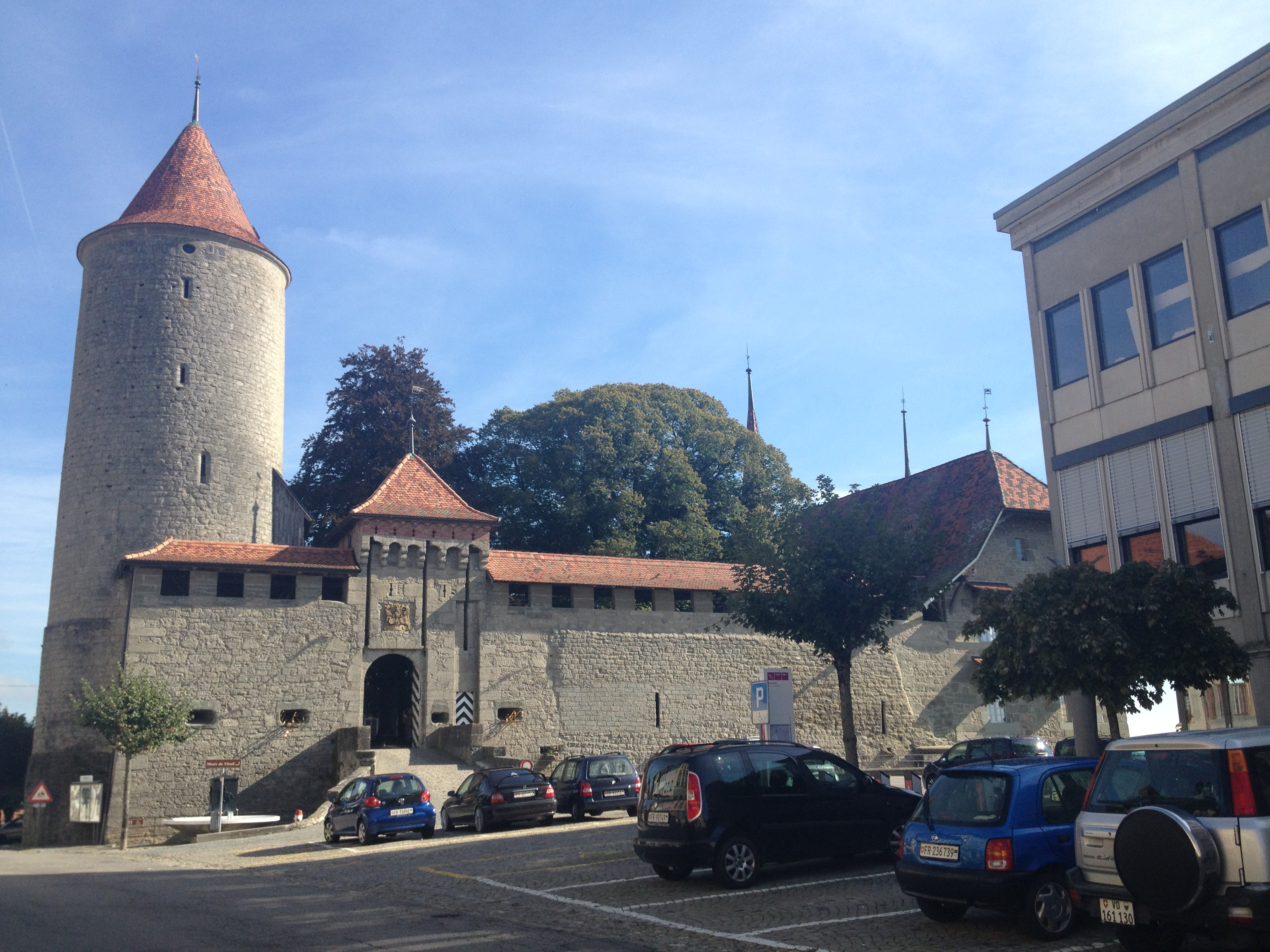

Le château de Romont, ainsi que les tours marquant le tracé de l'ancienne enceinte médiévale, contribuent pour beaucoup à la silhouette pittoresque la vieille-ville.

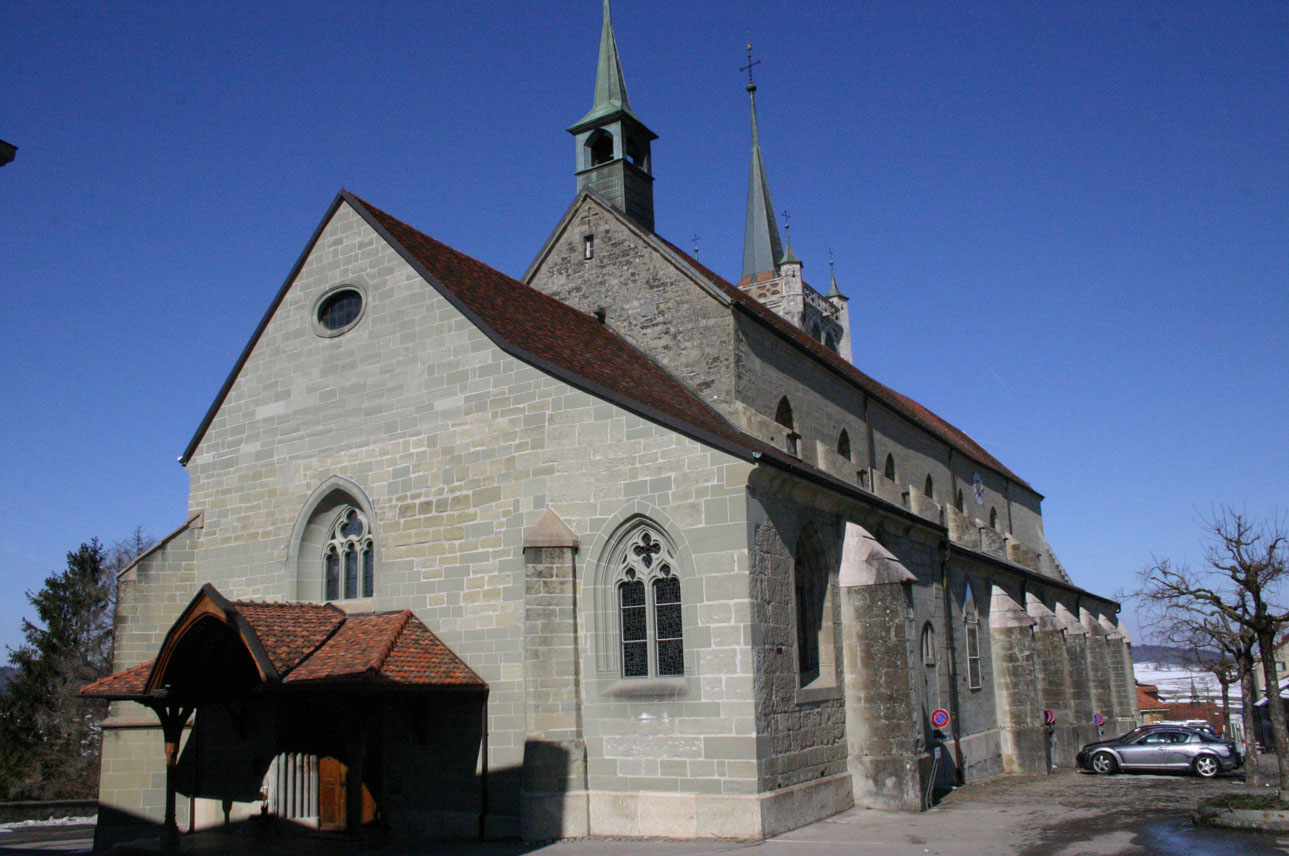

La collégiale Notre-Dame de l'Assomption offre entre autres au visiteur un ensemble de vitraux des XIVe, XVe et XIXe siècles, ainsi que des vitraux contemporains d'Henri Broillet, Alexandre Cingria, « Yoki » Aebischer et Sergio de Castro.

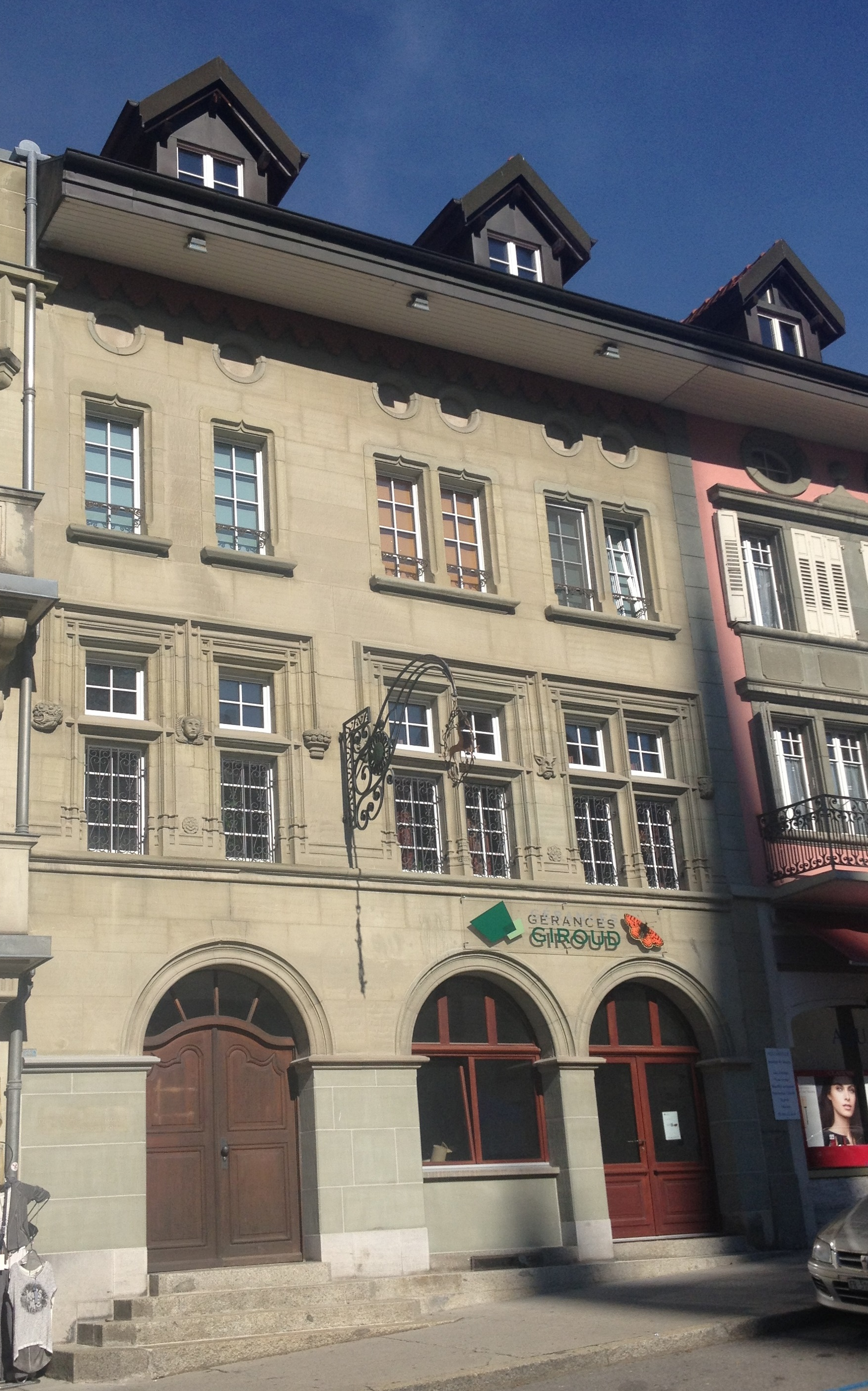

L'hôtel du Cerf, la tour à Boyer, la tour du Sauvage, la tour de Billens, la tour de Fribourg, le café suisse sur la place de l'Hôtel-de-ville sont des biens culturels d'importance nationale et régionale.
Son ensemble de maisons patriciennes des XVIIe et XVIIIe siècles complète le patrimoine architectural de la ville.

## Personnalités liées à Romont
Le peintre Jean Grimoux, né à Romont en 1680, mort à Paris en 1740.
L'artiste peintre Thérèse Moreau de Tours (née Champrenaud) (1861-1921) y est née.
Le tueur en série Michel Peiry, dit « le sadique de Romont ».
Le chef d'entreprise suisse spécialiste d'Internet Pierre Hemmer est originaire de Romont.

## Musée, culture
- Vitromusée Romont, anciennement Musée suisse du vitrail ;
- Vitrocentre : centre suisse de recherche sur le vitrail ;
- Musée du papier peint à Mézière (FR) ;
- Tour du Sauvage : expositions temporaires et spectacles en été ;
- Tour de Fribourg : expositions sur Romont ;
- Bicubic : salle de spectacle ;
- Les Capucins, scène culturelle de Romont.

## Manifestations
- le Carnaval, vendredi et samedi précédant le Mardi gras
- la Braderie, dernier week-end de juin
- le Comptoir
- le Vitrofestival
- les 20 heures de musiques, avant-dernier samedi de septembre, tous les 2 ans
- PassionVinyl Festival, en juin
- la Bénichon
- la procession des pleureuses du vendredi saint
- la fête romande des tambours en juin 2024

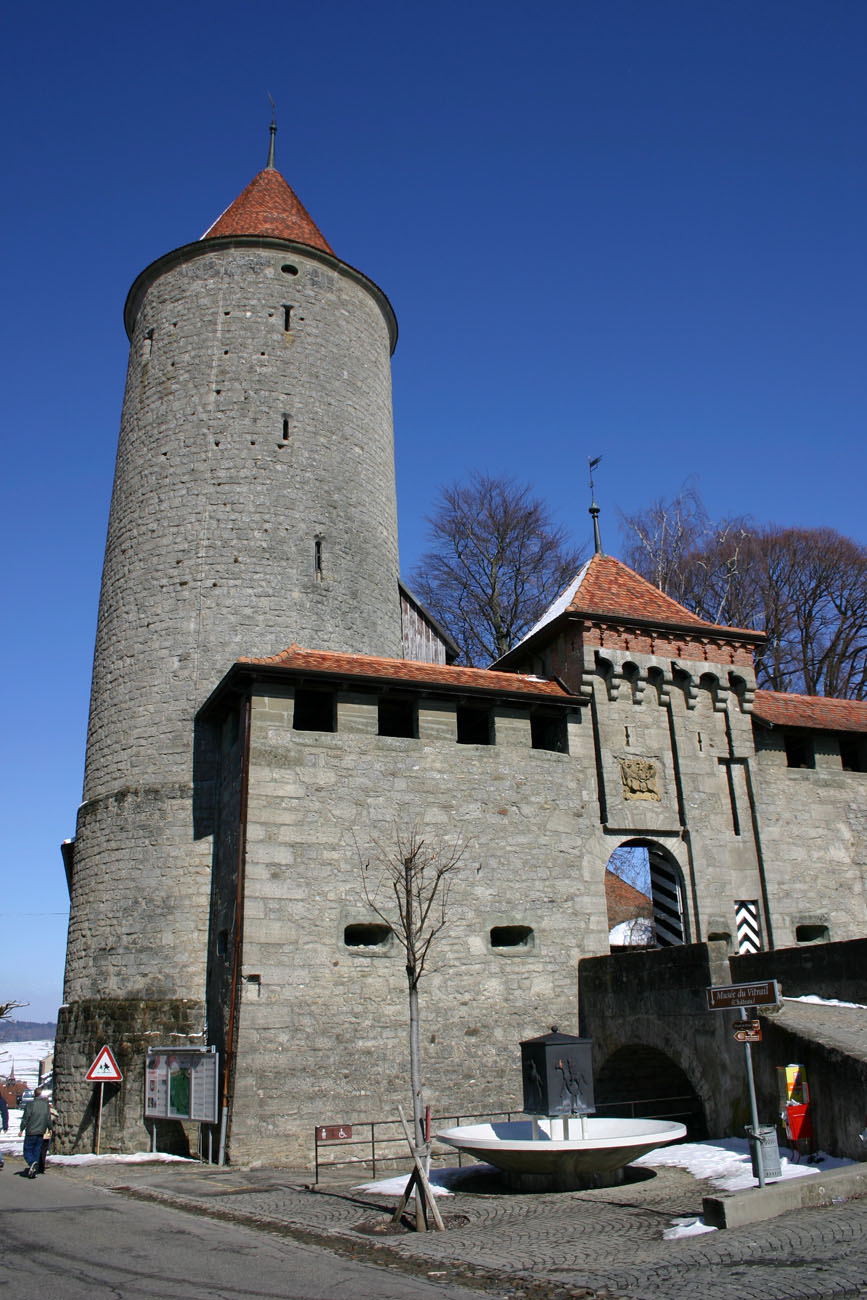
Château de Romont.
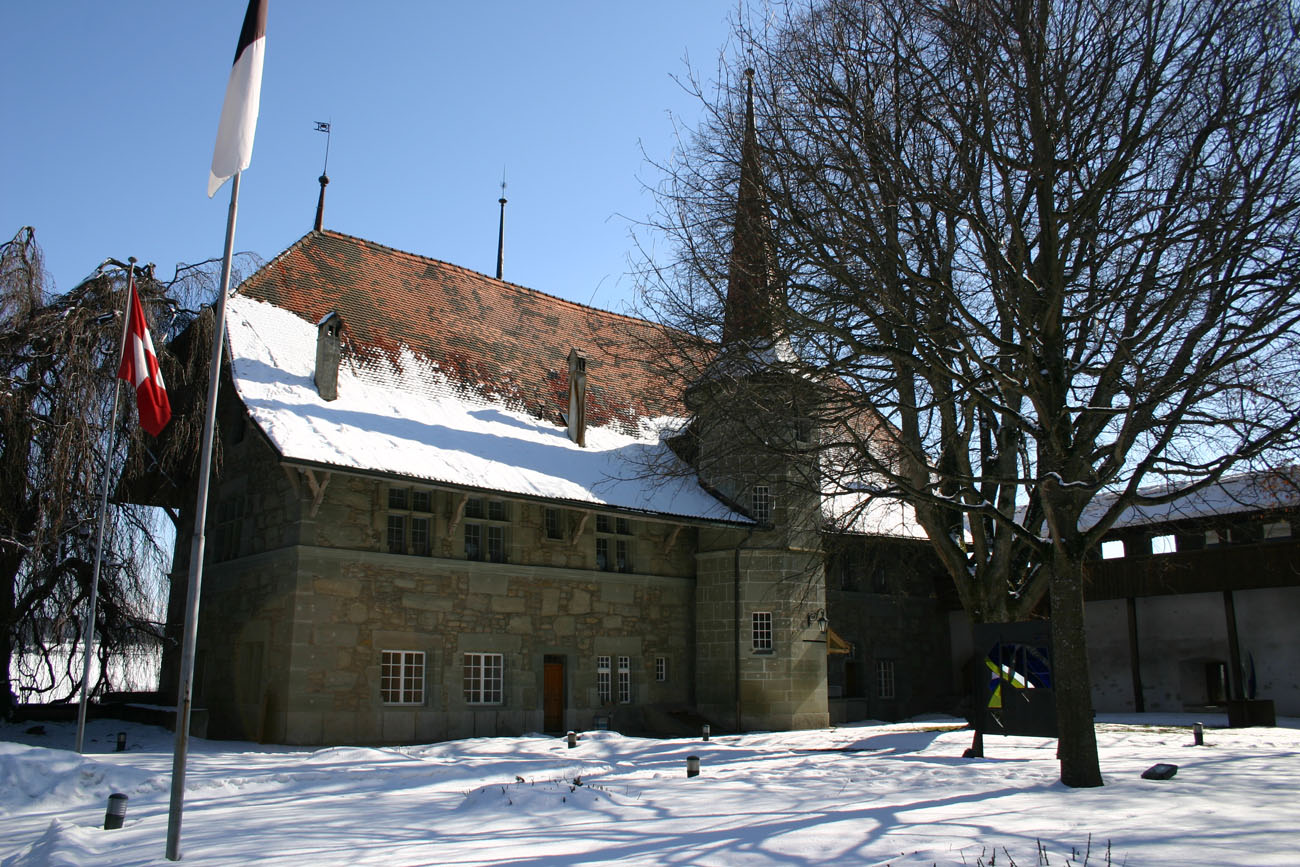
Partie nouvelle du château.
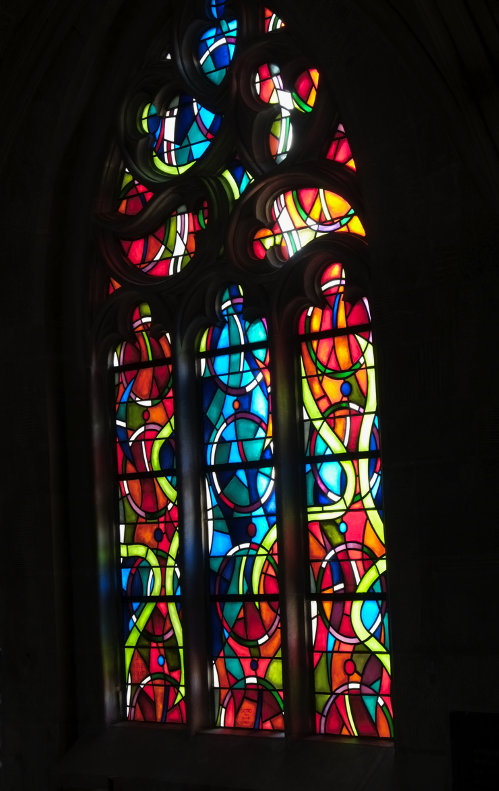
Vitrail du Buisson Ardent à la Collégiale de Romont, par Sergio de Castro.
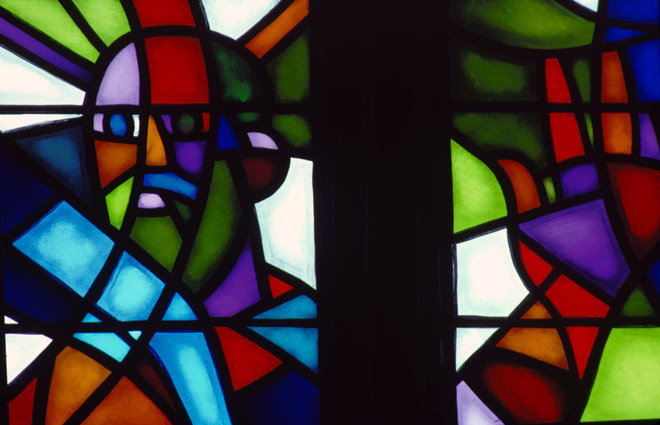
Vitrail du Char d'Élie.
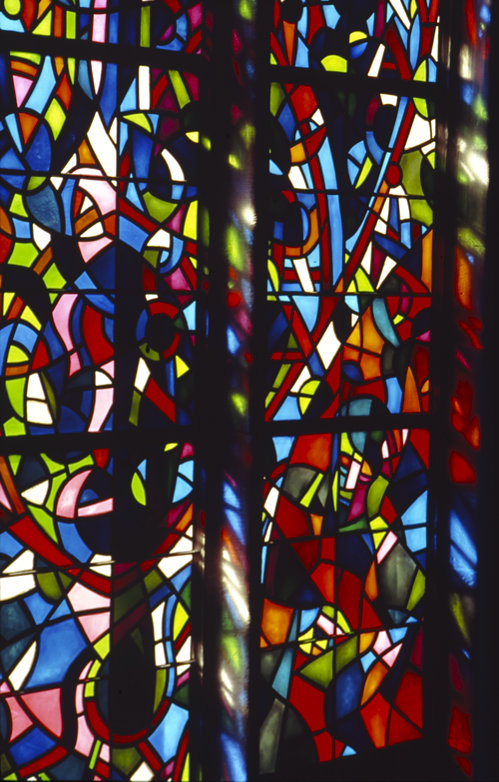
Vitrail de l'arbre de Jessé.
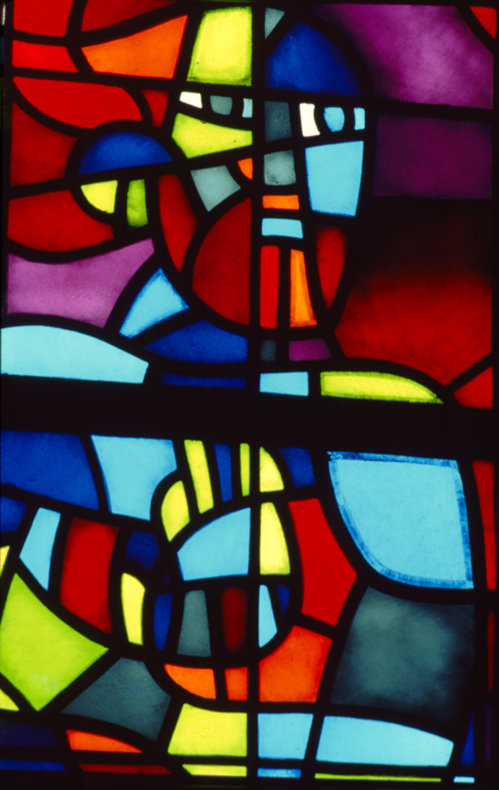
Vitrail de Jonas.

## Héraldique
De gueules, au château d'argent à deux tours de hauteurs inégales, surmonté d'un écusson de Savoie.
Ces armoiries sont aussi celles du district de la Glâne, mais sans l'écusson de la maison de Savoie.